# Kostís Palamàs
Kostís Palamàs (en grec: Κωστής Παλαμάς) (Patres, 13 de gener de 1859 - Atenes, 27 de febrer de 1943) fou un poeta grec considerat com el més important de la seva generació. Va ser candidat al Premi Nobel de Literatura el 1939.

## Biografia
Palamàs pertany a una important família d'erudits i de resistents: el seu besavi patern, Panaiotis Palamàs (1722-1803) va participar en la Revolució d'Orloff i fou el fundador de l'Escola Palamiana a Mesolongi, un dels centres intel·lectuals més importants de la Grècia otomana. El seu pare, Ioannis Palamàs, era professor a l'Escola del Patriarcat de Constantinoble. Palamàs va néixer el 1859 a Patres, on el seu pare treballava com a magistrat. Orfe amb sis anys ja de pare i mare, Palamàs i el seu germà gran van ser criats per llur oncle i varen instal·lar-s'hi, amb ell, a Mesolongi. Quan va acabar els estudis secundaris, el 1875, Palamàs va matricular-se a la Facultat de dret a Atenes, però el seu interès es versava ja en la poesia, la literatura i els debats d'idees de l'època. Esdevé periodista, i es fa conèixer com a redactor de les revistes i diaris més importants d'aleshores. El 1886 publicà el seu primer recull de poemes, Cants de la meva pàtria, amb el subtítol de Cants de la llacuna. El desembre de 1887 es casà amb Maria Apostolou Valvi, de Mesolongi, i hi té tres fills: Nausica, Leandros i Alkis. El fill més petit, Alkis, mor de meningitis amb quatre anys. La mort del seu fill el capbussa en una profunda aflicció, que l'inspira per compondre l'elegia anomenada La Tomba, publicada el 1898. L'octubre de 1897 esdevé secretari general de la Universitat d'Atenes, càrrec que va ocupar durant trenta anys.

La casa on va néixer Palamàs i Matilde Serao a Patres.

L'abril de 1926, per a les festes del centenari commemoratiu de la famosa Sortida del Setge de Mesolongi, recita en mig de la gentada aplegada al Jardí dels Herois, el gran poema La Glòria a Mesolongi. La seva reputació depassa les fronteres: a París, Hubert Pernot, hel·lenista reputat de La Sorbona, organitza un homenatge a Kostís Palamàs l'abril del 1926, al llarg del qual diversos recitadors declamen els versos del poeta. El mateix any l'admeten a l'Acadèmia d'Atenes, de la qual esdevé president el 1930. Un altre homenatge excepcional van retre-l'hi el degà i tot el personal de la Universitat d'Atenes el 1928, quan es retira del seu càrrec de secretari general. El 1935 rep la medalla de la Biblioteca Ambrosiana de Milà i el 1937 és ordenat cavaller de la Legió d'Honor pel ministre francès d'educació. L'octubre de 1940 Palamàs llança un missatge molt famós al començament de l'ocupació alemanya: «Només tinc una cosa per dir-vos. Emborratxeu-vos amb el vi immortal de 1821». Els últims anys de la seva vida són marcats per la solitud i problemes de salut. Només rep ja les visites dels seus amics, sobretot d'Ànguelos Sikelianós, que es troba al costat seu durant els últims dies, el febrer de 1943. El 27 de febrer el funeral nacional de Palamàs dona lloc a una punyent crida a la resistència per part del poeta Ànguelos Sikelianós, de l'arquebisbe d'Atenes, Damaskinós, i de la gentada que canta a cor l'himne nacional grec.

## Obra principal
- Cants de la meva pàtria (1886)
- La Tomba (1898)
- Vida immutable (1904)
- Els dotze discursos del gità (1907)
- La flauta del rei (1910)
- Antars (1915)